# Piastów
Piastów is een stad in het Poolse woiwodschap Mazovië, gelegen in de powiat Pruszkowski. De oppervlakte bedraagt 5,83 km², het inwonertal 23.332 (2005).

## Verkeer en vervoer
- Station Piastów

## Ligging
Piastów grenst aan de Warschause wijk Ursus, Pruszków (de hoofdstad van het district Pruszkowski) en de gemeente Ożarów Mazowiecki. Hoewel Piastów bestuurlijk los staat van Warschau, ligt het op slechts 14 km van het centrum van Warschau en maakt het in feite deel uit van de agglomeratie van de Poolse hoofdstad. Een gunstig aspect van deze ligging zijn de goede verbindingen tussen Piastów en Warschau, waaronder twee (2005) buslijnen en twee spoorverbindingen, die van het regionale spoorwegbedrijf Koleje Mazowieckie en de snelle hoofdstedelijke railverbinding Warszawska Szybka Kolej Miejska.
De rechtstreekse toegang tot de spoorlijn tussen Pruszków en Warschau maakt een snelle verbinding met het centrum van Warschau mogelijk.
In oppervlakte is Piastów de kleinste gemeente van het woiwodschap (5,8 km²), maar het is ook de dichtstbevolkte (4063 inwoners/km²).

## Historie
De ontstaansgeschiedenis van deze plaats begint in de zestiende eeuw. Toentertijd lagen er twee plaatsen in het gebied van het huidige Piastów: Utrata en Żdżary. Uit kerkelijke documenten blijkt dat het dorp Żdżary een kerkelijke bezitting was die bij de parochie Żbików hoorde. Żbików maakt tegenwoordig deel uit van Pruszków. Vervolgens behoorde het tot halverwege de negentiende eeuw tot de bezittingen van het Johannes de Doper Seminarie in Warschau. In 1865 werden deze bezittingen geconfisqueerd door de autoriteiten van het Russische Rijk die bij de Poolse Delingen de macht over het gebied hadden gekregen, vanwege de kerkelijke steun voor de Januariopstand van 1863/1864. Vervolgens kwam de grond in bezit bij de Russische landadel, die het in stukken verkochten. In diezelfde tijd werd de spoorlijn Wenen-Warschau aangelegd, wat tot gevolg had dat er in het gebied van Piastów woongebouwen voor de spoorwegarbeiders gebouwd werden. De spoorwegwerkers woonden in typische negentiende-eeuwse gebouwen van rode baksteen, ook wel "czerwonak" genaamd (van czerwony, rood). Tegen het einde van de negentiende eeuw ontstond er zo een nederzetting. Begin twintigste eeuw woonden er veel mensen uit Warschau die de drukte van de grote stad wilden ontvluchten.
In 1926 kreeg de plaats zijn huidige naam, Piastów. In 1928 werd bij bisschoppelijk decreet de rooms-katholieke parochie "Matka Boska Częstochowska" (Moeder Gods van Częstochowa) gesticht.
In 1930 werd Piastów een gemeente. Op het grondgebied van Piastów kwamen activiteiten van de Poolse padvinderij (Związek Harcerstwa Polskiego), vrijwillige brandweer (Ochotnicza Straż Pożarna), het Poolse Rode Kruis (Polski Czerwony Krzyż), Vereniging Liefhebbers van Piastów (Stowarzyszenie Miłośników Piastowa) en andere organisaties.
In 1952, toen het 10.000 inwoners had, kreeg Piastów stadsrechten. De groei van de tractorenfabriek Ursus leidde ook rond Piastów tot een grote stroom nieuwe inwoners en ten noorden van Piastów werden veel hoge flats gebouwd.
Ontwikkeling van de chemische industrie
In 1925 verplaatste ingenieur Fryderyk Muller de Fabriek voor Accu's van het Tudor-systeem (Zakłady Akumulatorowe systemu "Tudor") van Warschau naar Piastów en in 1928 startte hij onder andere de productie van accubakken in de Piastów Rubberbedrijven (Zakłady Kauczukowe "Piastów"). Kort na de Tweede Wereldoorlog, in 1946, werd de Elementaire Vakschool (Zasadnicza Szkoła Zawodowa) geopend; dat was het gevolg van de toenmalige groei van de chemische industrie in Piastów. In 1960 werd de Scholengemeenschap voor Chemie (Zespół Szkół Chemicznych) opgericht. In 1973 ontstond het Instituut voor de Rubberindustrie "Stomil" (Instytut Przemysłu Gumowego "Stomil").